# ウォーターシップダウンのうさぎたち
『ウォーターシップダウンのうさぎたち』（Watership Down）は、1978年公開のイギリスのアニメーション映画である。日本公開は1980年7月12日。
リチャード・アダムスによる同名の児童文学を原作としたアニメ映画であり、うさぎの生態と冒険を描いた作品である。登場人物（動物）の名前の表記が原作とは若干違いがある。1996年にTVシリーズとしても製作された。

## 概要
野うさぎを主人公にしたアニメーション映画でありながら、子供向けの甘い内容ではなく、野生動物に待ち受ける苦難と残酷な現実、外敵との闘いや共闘が容赦なく描かれる。
しかし同時に詩的・ファンタジックな要素も併せ持ち、主題歌を担当したアート・ガーファンクルの清らかな歌声が、映画としての格調をさらに高めている。

## 内容
人間による乱開発で、平和に暮らしていた野うさぎ達の住処が脅かされる。新たな安住の地を求めてうさぎ達は旅に出るが、その前途には過酷な試練が待ち受けていた。

## スタッフ
- 製作・監督・脚本：マーティン・ローゼン
- 原作：リチャード・アダムズ
- 編集：テリー・ローリングス
- 音楽：アンジェラ・モーレイ
- 主題歌：アート・ガーファンクル 『Bright Eyes』（作詞・作曲:マイク・バット 編曲:アンジェラ・モーレイ）(EPIC・ソニー)
- 日本版主題歌：井上陽水（フォーライフ）

- 字幕監修：畑正憲

## キャスト
- ヘーゼル（ヘイズル）：英：ジョン・ハート/吹：古川登志夫
- ファイバー：英：リチャード・ブライアーズ/吹：杉山佳寿子
- ビッグウィッグ（ビグウィグ）：英：マイケル・グレアム・コックス/吹：村松康雄
- ホリー：英：ジョン・ベネット/吹：はせさん治
- チーフラビット：英：ラルフ・リチャードソン/吹：雨森雅司
- ブラックベリ：英：サイモン・カデル/吹：千田光男
- シルバー：英：テレンス・リグビー/吹：塩沢兼人
- ピプキン：英：ロイ・キニア/吹：山本圭子
- ダンデライオン（ダンディライアン）：英：リチャード・オキャラハン/吹：矢田耕司
- カウスリップ：英：デンホルム・エリオット/吹：国坂伸
- キーハー（キハール）：英：ゼロ・モステル/吹：藤村俊二
- ウーンドウォート将軍：英：ハリー・アンドリュース/吹：森山周一郎
- キャンピオン隊長：英：ナイジェル・ホーソーン/吹：?
- ハイゼンスレイ（ハイザンスレイ）：英：ハンナ・ゴードン/吹：檀ふみ
- ブラッカバー：英：クリフトン・ジョーンズ/吹：?
- フリス：英：マイケル・ホーダーン/吹：?
- インレの黒ウサギ：英：ジョス・アクランド/吹：永井一郎
- クローバー：英：メアリー・マドックス/吹：中野聖子
- 猫：小林由利
- 小佐：北村弘一
- 大尉：寺田誠
- 中尉：田中崇
- 男1：佐藤正治
- 男2：仲木隆司
- ナレーター：はたあすみ

## DVD
『ウォーターシップダウンのうさぎたち』、角川ヘラルド映画株式会社発売、ジェネオン エンタテインメント株式会社販売、2006年7月21日、片面・2層1枚組、日本語字幕版（特典映像として日本語吹替版収録）